# Greatest Hits (Sly and the Family Stone-album)
A Greatest Hits egy 1970-es válogatásalbum a Sly & the Family Stone együttes legjobb számaiból. 2020-ban Minden idők 500 legjobb albuma listán 343. helyen szerepelt.

## Számok
1. "I Want to Take You Higher" – 5:22
2. "Everybody is a Star" – 3:00
3. "Stand!" – 3:08
4. "Life" – 2:58
5. "Fun" – 2:20
6. "You Can Make It If You Try" – 3:39
7. "Dance To The Music" – 2:58
8. "Everyday People" – 2:20
9. "Hot Fun in the Summertime" – 2:37
10. "M'Lady" – 2:44
11. "Sing a Simple Song" – 4:47
12. "Thank You (Falettinme Be Mice Elf Agin)" – 3:55

## Zenészek
- Sly Stone: vokál, orgona, gitár, zongora, szájharmonika
- Freddie Stone: vokál, gitár
- Larry Graham: vokál, basszusgitár
- Rosie Stone: vokál, zongora, billentyűsök
- Cynthia Robinson: trombita, vokál ad-libs
- Jerry Martini: szaxofon
- Greg Errico: dob
- Little Sister (Vet Stone, Mary McCreary, Elva Mouton): háttérvokál